# 타나리버현

타나리버현

타나리버현(Tana River County)은 케냐를 구성하는 47개 현 가운데 하나로 현도는 홀라이며 면적은 35,375.8km2, 인구는 240,075명(2009년 기준)이다. 2013년에 실시된 행정 구역 개편에 따라 해안주에서 분리되어 신설되었다. 북쪽으로는 이시올로현, 북동쪽으로는 가리사현, 동쪽으로는 라무현과 인도양, 남쪽으로는 킬리피현과 타이타타베타현, 서쪽으로는 키투이현과 접한다.

## 인구
| 연도    | 인구    | ±%     |
| ------- | ------- | ------ |
| 1979    | 92,401  | —      |
| 1989    | 128,426 | +39.0% |
| 1999    | 180,901 | +40.9% |
| 2009    | 240,075 | +32.7% |
| 2019    | 315,943 | +31.6% |
| source: |         |        |